# Bhe (Buchstabe)
Bhe (Sindhi: ڀي bhē; ڀ) ist der vierte Buchstabe des erweiterten arabischen Alphabets des Sindhi. Bhe besteht aus einem Bā' (ب) mit drei zusätzlichen untergesetzten Punkten.
In der arabischen Schrift des Sindhi steht Bhe für den aspirierten stimmhaften bilabialen Plosiv [bʰ]. Das Äquivalent zum Bhe ist im Devanagari des Sindhi das Zeichen भ, in lateinischen Umschriften wird Bhe meist mit bh wiedergegeben.
Das Zeichen ist im Unicodeblock Arabisch als Beheh am Codepunkt U+0680 und im Unicodeblock Arabische Präsentationsformen-A an den Codepunkten U+FB5A bis U+FB5D kodiert.
| Unicode-Codepoint | Unicode-Name                      | Zeichen |
| ----------------- | --------------------------------- | ------- |
| U+0680            | ARABIC LETTER BEHEH               | ڀ       |
| U+FB5A            | ARABIC LETTER BEHEH ISOLATED FORM | ﭚ       |
| U+FB5B            | ARABIC LETTER BEHEH FINAL FORM    | ﭛ       |
| U+FB5C            | ARABIC LETTER BEHEH INITIAL FORM  | ﭜ       |
| U+FB5D            | ARABIC LETTER TEHEH MEDIAL FORM   | ﭝ       |